# Śniegusie
Śniegusie (ang. Ozie Boo!) – francuski serial animowany dla dzieci.

## Fabuła
Bohaterami jest pięć małych pingwinów o imionach Edzio (ang. Ed), Tadzio (ang. Ted), Mikuś (ang. Ned), Franio (ang. Fred) i Ela (ang. Nelly). Maluchy są zawsze wesołe i przyjacielskie. Razem przeżywają mnóstwo przygód i uczą się jak przetrwać w otaczającym ich świecie. Każde zwierzątko jest łatwo rozpoznawalne po kolorze dzioba i nóżek. Różnią się między sobą także charakterami i temperamentem. Zielony Edzio to urodzony przywódca, marzący o tym, by zostać astronautą. Czerwony Tadzio jest zawsze rozważny, a chce być kucharzem. Marzycielski, niebieski Mikuś pragnie zostać doktorem. Z kolei pomarańczowy Franio to silny i wysportowany pingwin, którego marzeniem jest zawód strażaka. I wreszcie różowa, słodka Ela, której jedynym pragnieniem jest bycie gwiazdą.

## Wersja polska
Opracowanie i udźwiękowienie wersji polskiej: na zlecenie MiniMini – Studio Sonica

Reżyseria: Jerzy Dominik

W rolach głównych:
- Dominika Kluźniak – Tadzio
- Anna Gajewska – Franio
- Monika Pikuła – Ela
- Joanna Pach – Mikuś
- Katarzyna Pysiak – Edzio
- Joanna Węgrzynowska – Rysio
- Modest Ruciński – Boguś
- Anna Apostolakis – Michaś
- Beata Jankowska-Tzimas – Nikuś
- Andrzej Gawroński – Pan Pelikan

i inni
Śpiewały: Katarzyna Pysiak i Joanna Węgrzynowska